# 香港の解放

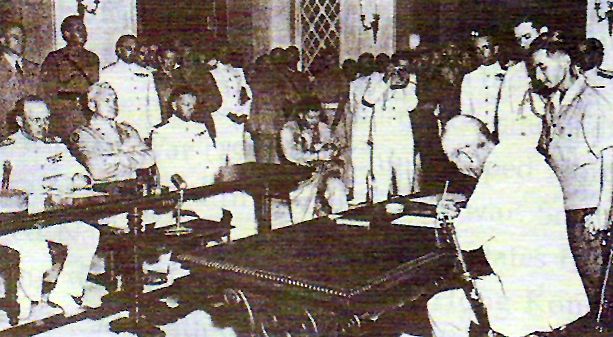
1945年9月16日、香港総督府で行われた日本軍の降伏調印式。英日両軍のほか、米、中、加の3国の代表も出席した

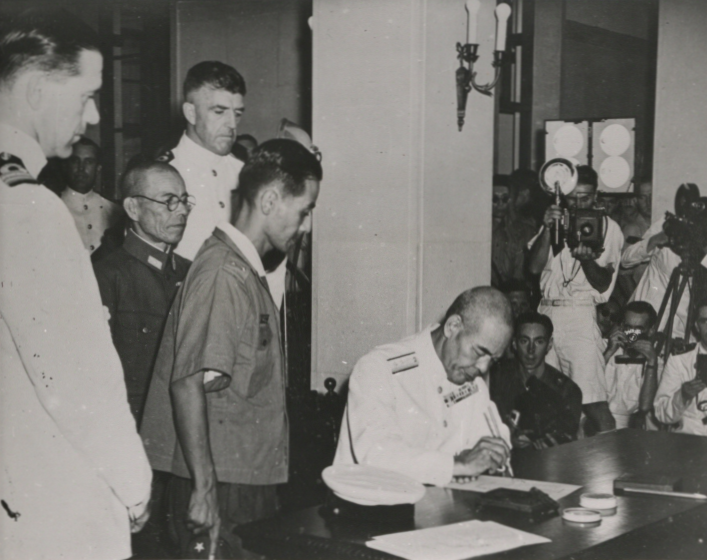
1945年9月16日、英海軍少将セシル・ハーコートが見守る下、降伏文書に署名する藤田類太郎海軍中将

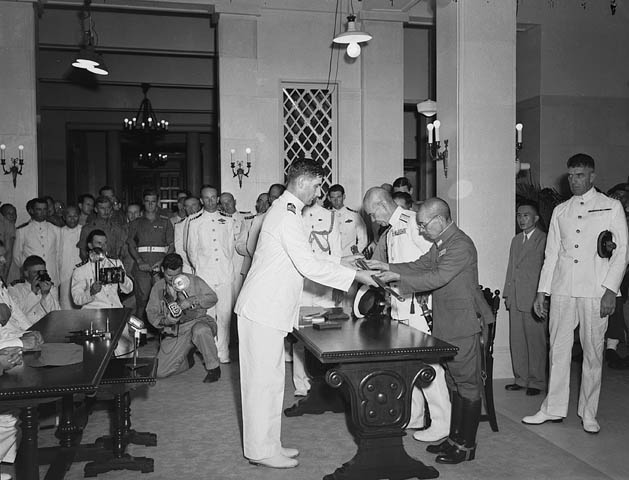
自身の佩刀を英海軍将校に手渡す岡田梅吉陸軍少将。香港の全日本軍が武装解除され、英軍に対して投降したことを象徴するもの

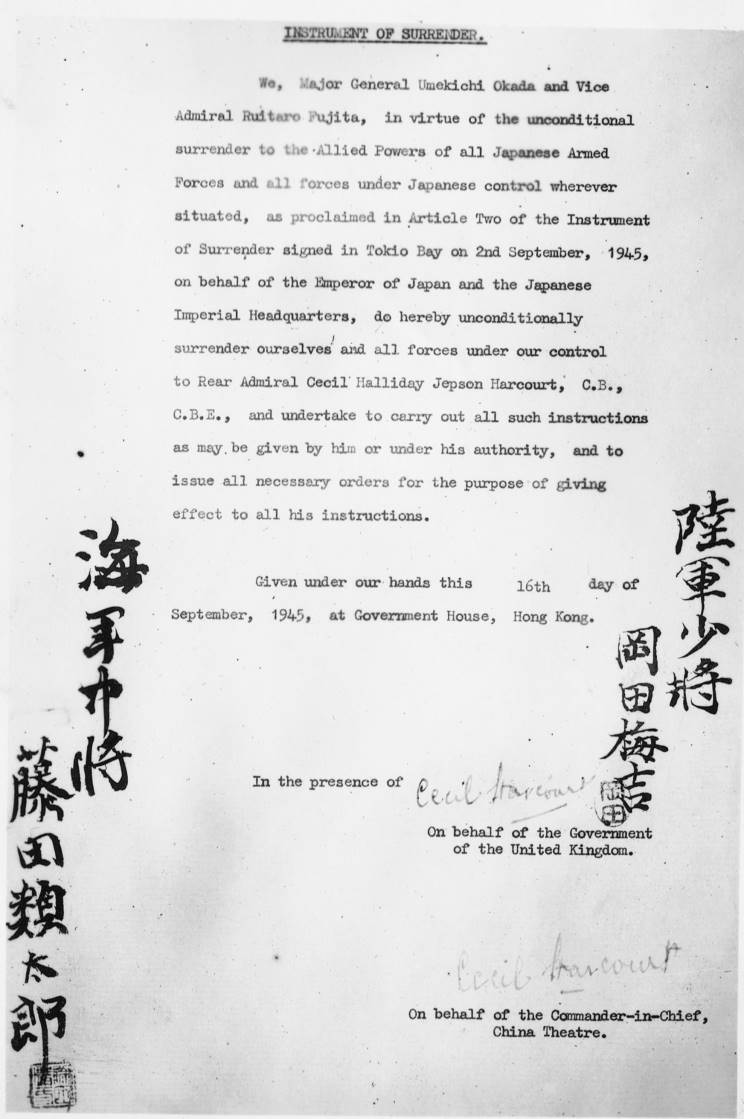
英日双方の代表が香港総督府にて署名した日本軍の投降文書

香港の解放（ほんこんのかいほう、英語: Liberation of Hong Kong、繁体字: 香港重光）は、1945年8月15日の日本の無条件降伏の後、イギリス海軍太平洋艦隊が8月30日に香港に到着し、3年8ヶ月に及ぶ日本の占領統治が終結したことを指す。立場によってあるいはイギリスによる香港再占領（英語: British Reoccupation of Hong Kong、繁体字: 英國重佔香港）、香港に対するイギリスの主権回復（英語: Resume British Sovereignty Over Hong Kong、繁体字: 英國對香港恢復行使主權）などとも呼ばれる。
これ以前のカイロ会談において、蔣介石は中華民国を代表し、大英帝国に対して戦後の香港統治権返還を要求していた。しかしイギリスの拒絶と国内外の情勢に阻まれ、蔣は中国戦域の連合国軍最高司令官の身分において、英海軍少将セシル・ハーコートが香港を占領していた日本軍の投降を受け入れ、イギリスが施政権を回復することに同意した。これにより、戦後香港は中国大陸の内戦とその後の政治的社会的動乱の直接的影響を回避することができ、香港の経済的発展にとっても良好な基盤となった。

## 背景
1941年12月8日に真珠湾を奇襲した約6時間後、日本軍はイギリス領香港に侵攻し、香港の戦いが勃発した。駐港英軍、カナダ軍、英印軍、香港義勇防衛軍等からなる香港守備軍は日本軍の進攻に敵わず、香港総督のマーク・ヤングは12月25日に日本軍に対し降伏、香港は大日本帝国に占領され、3年8ヶ月にわたる日本軍政が始まった。
1945年8月15日の日本の無条件降伏は、香港は中華民国と英国のどちらにより統治されるべきか、という香港の将来に対する深刻な問題をもたらした。当時の中華民国国民政府指導者の蔣介石は、香港をイギリス殖民地主義と帝国主義の象徴と考えていた。また蔣は、対日作戦への貢献を通じて列強かつ連合国の四大国となった中華民国に対する不平等条約や治外法権の撤廃を望んでおり、不平等条約たる南京条約の解消に伴って、連合国中国戦域・広東作戦区の一部である香港もまた中華民国に返還されるべきであるとも考えていた。
日本降伏の2年前、ルーズベルト米大統領はすでに、ドイツ、イタリア、日本の敗戦後の新しい世界秩序の構築を計画しており、アジアにおける英仏をはじめとするヨーロッパ諸国の力を排除し、蔣介石率いる中国を育成することで日本敗戦後のアジアの力の空白を埋めることを望んでいた。そのため、英国政府が香港を放棄して中国に返還し、国際自由港として発展させることを提案した。ルーズベルトは、ソ連の指導者スターリンの反対にもかかわらず、蔣を連合国「四大国」の一国としてカイロ会談に招待した。
1942年10月9日、アメリカ国務省は中国外交部長宋子文に対し、アメリカは中国と不平等条約の撤廃について直ちに交渉する用意があると正式に通告した。翌日、英米両政府は、中国における治外法権を直ちに放棄するよう中国政府と交渉する用意があるとの声明を個別に発表した。その直後、宋子文と駐華英国大使のホーレス・シーモアがそれぞれ中国政府と英国政府を代表して重慶で外交交渉を開始した。1942年10月13日、中国側は1898年6月9日に調印された「展拓香港界址専条」の撤廃を含む英側草案に対する修正案を提案した。中国側は戦後の新界返還を要求したのである。1942年12月21日、チャーチルは戦時内閣の閣議を開き、新界返還の問題は条約の範囲外とすると決定した。1942年12月25日、シーモアは中国政府にイギリスの立場を伝えた。12月30日、イギリス戦時内閣は「（戦後の新界返還に関する）中国の主張についての話し合いを拒否する」という最終決議を下した。12月30日、シーモアは宋に、イギリスの最終的な立場は新界の帰属を含まない条約を受け入れるか、交渉を全面的に打ち切るかのいずれかであると伝えた。1942年12月31日、中国政府はイギリスに対し、治外法権の撤廃に合わせて新界の問題を提起しないとの書簡を送った。1943年1月11日、宋子文、シーモア、ヒュー・リチャードソン（英領インド政府駐中国オフィス一等秘書、代理人）は重慶にて「中英平等新約」及び「中米平等新約」に調印したが、これらには新界に関するいかなる内容も含まれなかった。
国共対立が激しさを増す中、国民政府は、中国共産党が日本の降伏に乗じて香港を含む日本占領地を占領したり、勢力拡大のための根拠地を建設したりすることを阻止するためにイギリス政府と交渉した。イギリスの側でも戦争に勝利したことを根拠として、極東におけるイギリスの海軍基地であり商業の中心地であった香港を含む、全ての極東の植民地の維持を強く望んでいた。そのため、イギリスは軍隊を迅速に派遣して香港を奪還し、臨時軍政を早期に樹立することで、香港統治を維持する既成事実を確立することを日本の降伏前から計画していた。 英国の強硬な姿勢と戦勝国の利害のために、戦後の国際会議では香港の帰属問題は提起されなかった。
1943年10月、英国植民地省は、退官した元香港植民地長官のノーマン・L・スミスが指揮し、後には植民地省官僚であったデヴィッド・マクドゥガルが座長となる「香港計画ユニット(英語: Hong Kong Planning Unit)」を設置し、植民地省香港課の官僚とともに戦後の香港の再統治に備えた:71。1943年12月13日、戦争内閣は、英国は戦後いかなる領土も放棄するつもりはないことを宣言する決議を採択し、1944年7月12日、英国政府は日本の香港占領を終わらせるため、武力によって香港を解放することを決定した。

## 日本の降伏

### 昭和天皇の終戦の詔

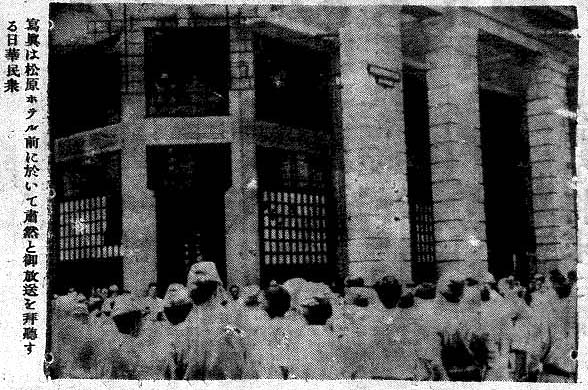
1945年8月16日、松原ホテル（元グロスターホテル）前で昭和天皇の「玉音放送」を聞く華人・日本人の一群

日本政府降伏の前夜、香港ではすでに日本の降伏が近いという噂が流れていた。1945年8月15日、日本の公式メディアである日本放送協会によって天皇の玉音放送の録音が放送され、日本が無条件降伏を受け入れた。日本の降伏後、香港占領地総督部はまだ適度な統治と基本的な秩序を維持していたが、灯火管制や強制帰郷政策など多くの規制が即日解除された。中国戦線連合軍最高司令部参謀長のウェデマイヤー中将は軍用機を香港に送り、スタンレーの赤柱捕虜収容所に署名付きのビラを投下し、欧米諸国の拘留者は収容所での滞在を継続し、さらなる指示を待つよう通告した。
1945年8月15日、連合国最高司令官マッカーサーは、戦域ごとに日本軍の降伏先を指定する一般命令第一号を発令した。16日、中国外交部次官呉国楨はイギリスに打電し、香港は東南アジア戦域ではなく中国戦域に属しているため中国戦域連合国軍最高司令官である蔣介石が降伏させるべきであり、英国はマッカーサーと蔣の許可なく香港に軍隊を送ることはできないと主張した。しかし、トルーマン米大統領は同日イギリスに打電し、マッカーサーがイギリスによる香港降伏を手配するとした。18日、中国戦域最高司令部は第二方面軍司令官張発奎に香港の占領を命じ、張は日本軍を監視するため、新編第一軍および第十三軍は九広鉄路に沿って香港方面に進出するよう命じた。日本の香港防衛隊は宝安で第十三軍に降伏した。蔣介石はトルーマンに打電し、日本の降伏相手を変更することに反対し、香港の日本軍は蔣が降伏させ、イギリスとアメリカはその降伏式に参加できることを要求し、英軍は蔣の授権下で香港島に駐留できるが、内陸へ進出することはできないとした。23日、蔣は英米両国に電報を打ち、蔣を代表するイギリス人官僚を任命して日本の降伏を受け入れることに同意したこと、イギリスは中米両国が降伏式に参加することを許可しなければならないことを伝えた。
8月11日、英国外務省は重慶の英国大使館を通じ、英軍服務団（英語: British Army Aid Group）に、香港に臨時政府を樹立することに関する秘密書簡を、赤柱捕虜収容所にいたフランクリン・ギムスン植民地長官に直接届けるよう命じた。しかし当時、日本軍は英米将兵を乗せた米軍C-47輸送機の啓徳飛行場への着陸を拒否していたため秘密書簡はマカオにいたBAAGのエージェント・梁昌に渡され、8月22日、小型汽船で香港に向かった梁は収容所のギムスンに密書を手渡した。臨時政府を樹立する必要があるとの情報を得たギムスンは、その夜収容所内で香港陥落前の香港政庁高官と会合を開き、翌朝、ギムスンと数人の元香港政府高官はスタンレーの収容所を出て、中環の旧パリ外国宣教会ビルで臨時政府樹立の準備をおこなった:68-75。しかし、この時点で植民地長官のギムスンを筆頭とする政庁の元高官たちは、まだ本国政府との連絡が取れていなかった。機転を利かせた元高官の一人が親友をマカオに派遣して領事に報告させ、在葡英国大使に電報を打たせた。同大使がギムスンによる臨時政府樹立の知らせを英国植民地大臣に伝えると、ギムスンはすぐに指示を受けた。
一方、ギムスンがロンドンの英国政府から命令を受ける前に、南西太平洋戦域の英豪艦隊は、フィリピン北西に急行し、マニラ近郊のスービック湾の米海軍基地に集結するよう極秘命令を受けていた。8月27日、英海軍太平洋艦隊はハーコート海軍少将指揮の下、香港に向けて出港した。同日、ギムスンはラジオで香港市民に対し、イギリス軍が到着次第、イギリスが香港統治を回復すると発表した。同日、蔣介石はトルーマンに電話し、香港の日本軍は蔣が降伏させるものであることを繰り返したが、そのためハーコート提督には蔣を代表して香港で降伏を受け入れる権限を与えることに同意し、マッカーサーにハーコートに指示を出すようトルーマンに要請した。蔣はまた、駐華イギリス大使のシーモアに打電して、イギリスが無許可で日本の降伏を執り行えば、中国は必ず抵抗すると主張した。8月29日、中国とイギリスは、香港でイギリス政府と蔣介石を代表して降伏を受諾する権限をハーコート少将に与えることで合意に達した。

### 英海軍の入港と日本軍の降伏受け入れ

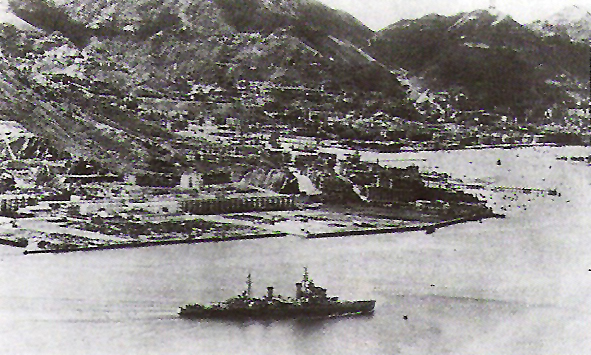
1945年8月30日、ビクトリア・ハーバー東部の鯉魚門を経て北角方面に向かうイギリス海軍の軽巡洋艦スウィフトシュア

1945年8月30日早朝、セシル・ハーコート少将の指揮下、イギリス海軍太平洋艦隊は、オーストラリア海軍掃海艦によって香港島東面藍塘海峡を掃海し艦隊進路の安全を確保した後、午前10時にはハーコート少将の乗る軽巡洋艦スウィフトシュアがカナダ海軍防空巡洋艦HMCSプリンス・ロバートほか駆逐艦3隻を率いてビクトリア・ハーバーに進入、戦艦や空母を含む残りの英軍艦艇も午後5時に香港に到着した。香港の戦いにおいて勇敢に香港を守備したカナダ将兵を顕彰するため、ハーコートは艦隊の接岸後、カナダ海軍に勤務する華人海軍将校羅景鎏を、最初に下船する連合国軍将校として手配した。イギリス軍の上陸後、香港と九龍の街頭ではイギリス軍による香港の解放を知らせる号外が出された。 この知らせを知った英字新聞社の従業員は、ただちに事務所に戻って急いで号外の印刷と配布を行った。イギリス軍も桟橋で見守っていた人々に物資を配り、技術者を派遣してインフラを修復したことで、夜には香港島への電力供給が回復された。英国艦隊とともに到着した唯一の報道記者は、その夜、香港の解放についての最初のニュースを世界に伝え、香港の街頭では戦争の終結と連合軍の勝利を祝う活動が行われた。
9月1日、ハーコートはイギリス軍将校主導の臨時軍政の樹立と、香港に対するイギリスの主権行使の再開を発表した。同時に、ギムスンを副総督および文民の最高責任者に任命したが、ロンドンの植民地省はこの人事に同意せず、マクドゥガルを軍政の香港に派遣して郡政府主席民政事務官に任命したため、ギムスンは9月7日に副総督を辞任せざるを得なくなった:76-77。同日、英国政府は、ハーコート少将が香港を占領する日本軍の降伏式を主宰し、ハーコートが英国政府と中国戦域最高司令官である蔣介石の両者を代表して日本軍の降伏文書に署名すると発表した。
このほか、中国軍事代表団はハーコート少将と協議し、九龍塘北部にある民間住宅の一部を借りて、中国に移送される国民政府軍部隊の一時的な宿舎とし、九龍の国軍が法秩序を維持するためにイギリス軍を支援することで合意に達した。協議の期限は1947年8月15日までであり、その間10万人を超える国軍将兵が海路で香港を越え、中国へと移送された。
英国の増援部隊は9月4日に香港に到着し、香港市民の緊急かつ基本的な需要に応えるため、大量の食糧と物資を運び込んだ。英海軍海兵隊の第3コマンドー旅団は香港到着後、一時的な治安維持部隊となった。9月12日、英国で印刷された香港ドルの新紙幣はその第一陣が香港に到着し、9月14日から市場に出回り始めた。イギリス人には香港政府の保証のもと200香港ドルずつの信用貸が行われ、市民は日本の軍票の受け取りを拒否し始めた。9月5日と9月14日、イギリス軍は日本軍に占領されていた九龍と新界を接収し、香港では約2万2千人の日本軍兵士と民間人がイギリス軍に投降することになった。
香港での降伏式は1945年9月16日香港総督府にて挙行され、英海軍のハーコート少將が英国政府および中国戦域最高司令官の蔣介石を代表し、岡田梅吉日本陸軍少将および藤田類太郎日本海軍中将が代表する香港の日本軍の無条件降伏を受け入れた。中華民国代表の潘華国少将、アメリカ代表のウィリアムソン（英語: Adrian Williamson）大佐、カナダ代表のクリーリー（英語: Wallace Bouchier Creery）大佐同席の下、双方が降伏文書に署名した。その後、岡田少将は自身の佩用していた軍刀をハーコート少将に献上したが、これは香港の全日本軍が武装解除され、英軍に対し投降したことを象徴していた。降伏式の終了後、ビクトリア・ハーバーに停泊中の英軍艦船から21発の礼砲が放たれ、祝賀イベントが開始された。午後9時半海軍ドック、マレー・バラック、ビクトリア・ハーバーに停泊する軍艦から花火が打ち上げられ、サーチライトが夜空を照らした。戦争終結と連合国の勝利を記念するため、香港政庁は以後每年の重光紀念日を香港の祝日とすることに決定した。
1945年10月9日、香港臨時軍政府は大規模な勝利記念キャンペーンを挙行し、当日は公共の祝日となった。朝10時、中環の平和記念碑前で香港と連合国の戦没者を追悼する式典が行われた。追悼式典の後、英軍の戦勝パレードが行われ、英空軍のスピットファイアの編隊がビクトリア・ハーバー上空を飛行、英海軍、英海兵隊、英空軍、英印軍が観兵式を行い、徳輔道から租庇利街、干諾道へと続々行進し、その後に他のパレードが続いた。その後、検閲部隊と一部のパレードチームは船で九龍に移動し、午後には尖沙咀のペニンシュラ・ホテル前で観兵式と優勝パレードが続けられた。午後9時、ビクトリア・ハーバーの英軍艦から花火が打ち上げられ、サーチライトが夜空を照らした。この夜のショーは20分間続いた。

## 戦後復興
英国は1942年末の段階で、香港接収後は臨時軍政を敷いて復興作業にあたること、軍政は英国内閣の極東特別委員会の指導を受けることを決定していた。ハーコートは1945年9月1日に『軍政府統治公告』を公布し、正式に軍政樹立を宣言した。軍政の最初の仕事は、政府機関とドックを接収し、連合国軍捕虜と収監された英国市民を釈放し、水道や電気などの公共インフラをできるだけ早く復旧することだった。警察や船政署などの政府部門も業務を再開し、治安維持に努めた。

### 配給制度と価格統制
日本軍政は香港に多くの問題を残した。日本占領下の香港では、戦争継続のために日本軍や日本本土への食糧・物資の供給が優先され、その結果、香港では大規模な飢餓と伝染病の蔓延が発生していた。復興の必要な状態である香港を一刻も早く復旧するため、ハーコート率いる軍政は率先して食糧および燃料の配給制度を実施し、また戦前の全銀行の資金を凍結する支払猶予令を制定するなど、全面的な統制政策を実施した。
広東省政府が戦後に食糧禁輸措置をとった結果、軍政府は食糧の安定供給を図るため、香港からの食糧の輸出禁止とアジア各地からの食糧の大量輸入を命じた。必需品の意図的な買い占めと価格の高騰を避けるため、食糧と燃料は軍政府が集中的に調達し、必需品の流通を許可された登録小売業者は政府の定める公定価格を遵守しなければならないと規定された。食糧配給制度の下では、市民は米の購入に配米証を取得する必要があり、配米証に記載された登録家族の人数と年齢に応じて、購入可能な最大数量が定められていた。ほかに購入証が必要な品目には、小麦粉、砂糖、油、調理用の薪が含まれていた。
配給制度に加えて、軍政府は貧しい人々に定期的に食糧を配給し、戦後の香港で飢饉が発生することを防いだ。日本占領期に香港を離れた人々も低価格の米が手に入ることに誘引され香港に戻ったため、香港の人口は増大した。食糧を確保するため、軍政府は地元の農業・水産業に増産を奨励し、また魚類統営・蔬菜統営制度を設け、漁民や農民には魚統処・蔬統処傘下の市場で農水産物を販売させた。そのため、イギリス軍による香港返還の初期には、貿易、工業、商業から食料品、生活必需品に至るまで、また家賃や賃金に至るまで、あらゆる商品がさまざまな程度の公的価格統制の対象となった。
ほとんどの商品は軍政下の公定価格でしか売買できなかったものの、1941年の日本軍の香港侵攻前に比べ、物価はすでに4～5倍になっていた。にもかかわらず、賃金は物価高に追いついていなかった。これは軍政府は戦後復興を早め、貿易の競争力を維持するため、賃金を凍結して安価な労働力を維持したかったためであるが、直後には中国で内戦が勃発し、大量の難民流入により深刻なインフレが起こることになった。これが1950年代の香港における労働運動頻発の背景となった。1945年11月、統制政策の終了に伴い、ほとんどの商品の自由貿易が再開されたが、輸入許可証は輸出入管理局（出入口處）から取得しなければならず、また米の配給制度は1954年8月に廃止されるまで維持された。

### インフラの復旧
日本軍の香港侵攻と連合軍の反撃により、多くの建物やインフラ設備が損壊した。日本軍降伏時のビクトリア・ハーバーには60隻以上の航行不可能な船が残されているだけだった。香港の戦いではイギリス軍が航路を塞ぐために意図的に船を自沈させ、また日本軍の攻撃や連合国軍の空襲により生じた大量の沈船が航行や接岸に大きな障害となっており、機雷の配備もあいまって各主要航路は危険にさらされていた。油槽所や埠頭も深刻な被害を受けており、ビクトリア・ハーバーは港としての機能を失っていた。円滑な海運の流れを回復し、物流の供給を確保するため、軍政府は英海軍の掃海艦を増派し、機雷の除去、難破船の引き揚げ、ビーコンの設置、損傷した港湾インフラの修復を行った。戦争の勃発とその後の日本軍の占領で、中国式家屋の20％が深刻な被害を受け、さらに西洋式家屋の70％、中国式家屋の10％が戦争で破壊されたと推定された。復興の進捗を早めるため、軍政府はしばしば英軍兵士を派遣して橋や道路の建設に協力させている。例えば、日本軍政期に軍道として原型が作られた西貢公路は、英軍工兵と英軍監督下にある80人の日本軍捕虜によって正式に開通した。香港株式市場は1945年11月17日に再開された。1946年8月30日には香港解放1周年を記念して、政庁は朝に死者の追悼式典を挙行した後、観兵式とパレードの祝賀イベントを開催した。香港郵政署は香港解放記念切手セットを販売した。香港の人口は1946年中期には戦前の水準に回復し、商業も盛んになった。ハッピーバレー競馬場でのレースは1947年に正式に復活した。

### 戦争犯罪者の裁判と華人対日協力者の処分
軍政府は14の戦争犯罪調査事務所を設置し香港陥落時の戦争犯罪の調査にあたり、200人以上の日本軍戦犯を裁いた。香港が軍政下に置かれてから8ヵ月後の1946年5月1日、マーク・ヤングが香港に戻り、香港総督に復職した。こうして軍政は終了し、三権分立による統治体制が復活した。戦後、香港政庁はこれまでの統治手法を変えなければならないと考えており、ヤングは復帰後すぐに差別的とされた法律を廃止した。これにより、中国系住民が特定のビーチを利用したり、太平山のピーク地区に不動産を所有したりすることは禁じられなくなった。日本軍政期に日本軍に協力した華人に対しても、香港政庁は寛大な対応をとった。市民の身体に対し危害を加えたような重大な事件を除けば、その他の共謀行為のほとんどは追及されなかった。日本統治時代の華人の最高代表者であり、華民代表会の会長を務めた羅旭龢（英語: Sir Robert Hormus Kotewall）でさえ反逆罪には問われず、政庁が雇用しない人物のブラックリストに載せられただけだった。

## 写真資料

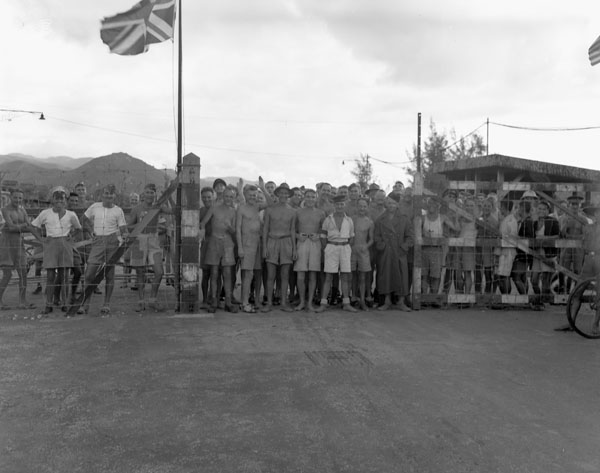
1945年8月30日、英軍による香港解放当日に収容所からの出発を待つ英軍・カナダ軍捕虜
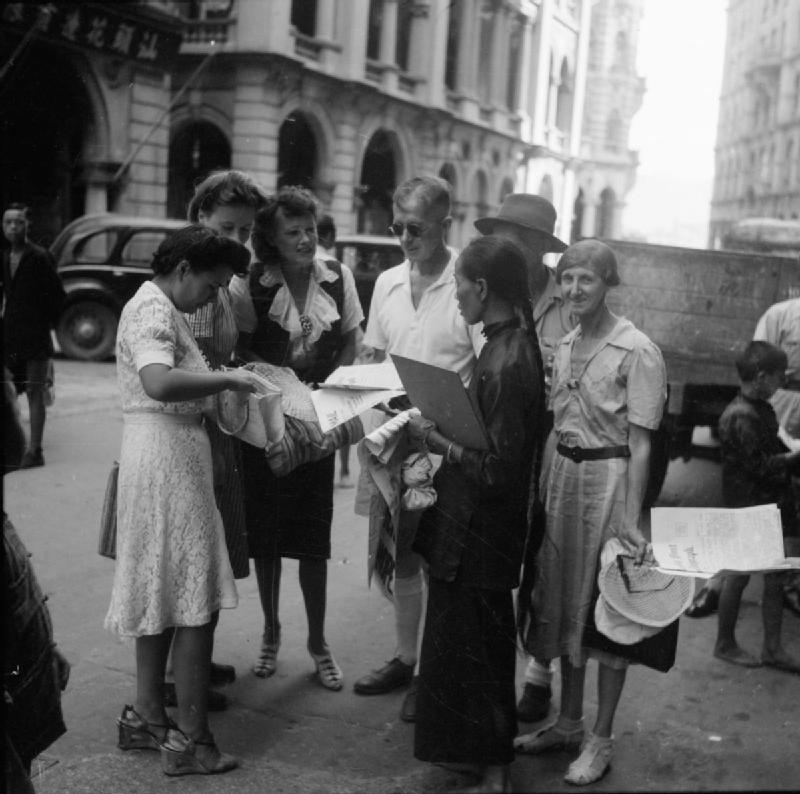
赤柱捕虜収容所にて日本軍から三年半以上収容されていたイギリス人・外国人は再び自由の身になった。英軍の支援下で収容所から香港の市街地へと戻った後、新聞売りから解放後初めての新聞を買う様子
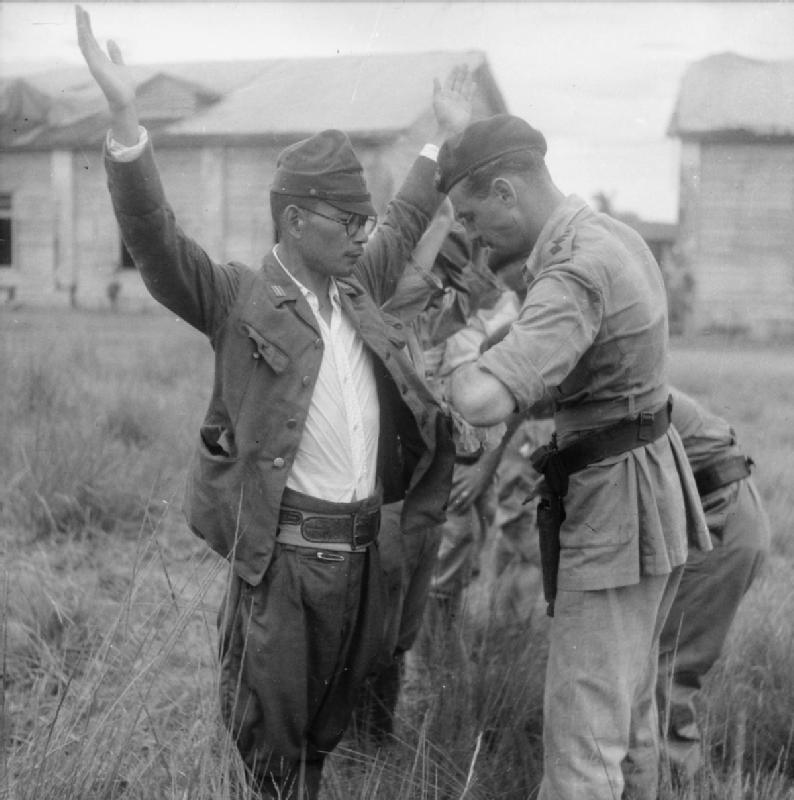
英軍の身体検査を受ける投降した日本軍兵士
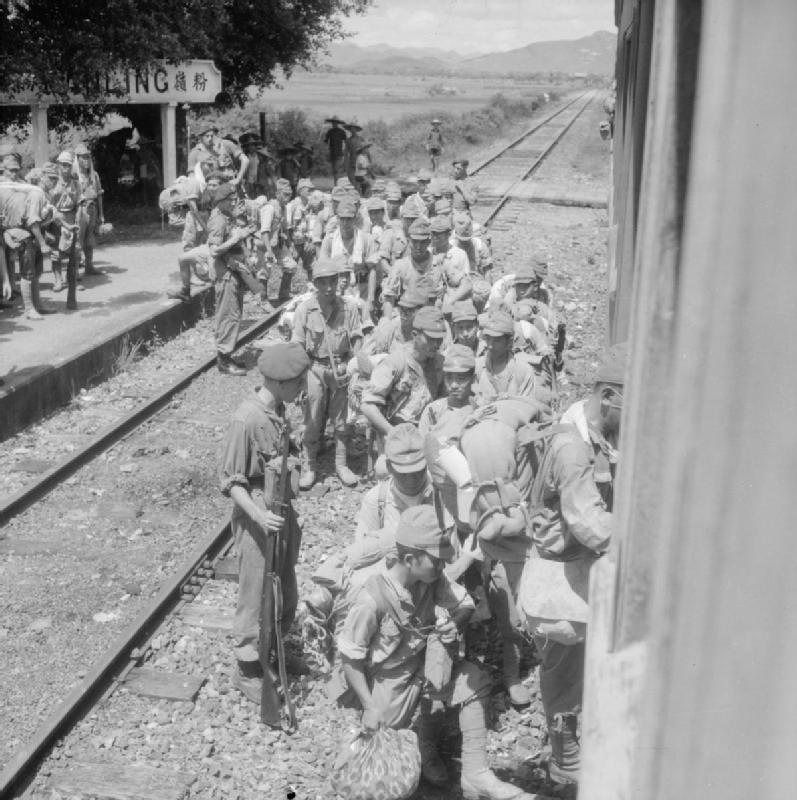
英軍の護送下、粉嶺駅から汽車に乗り込む投降した日本軍部隊
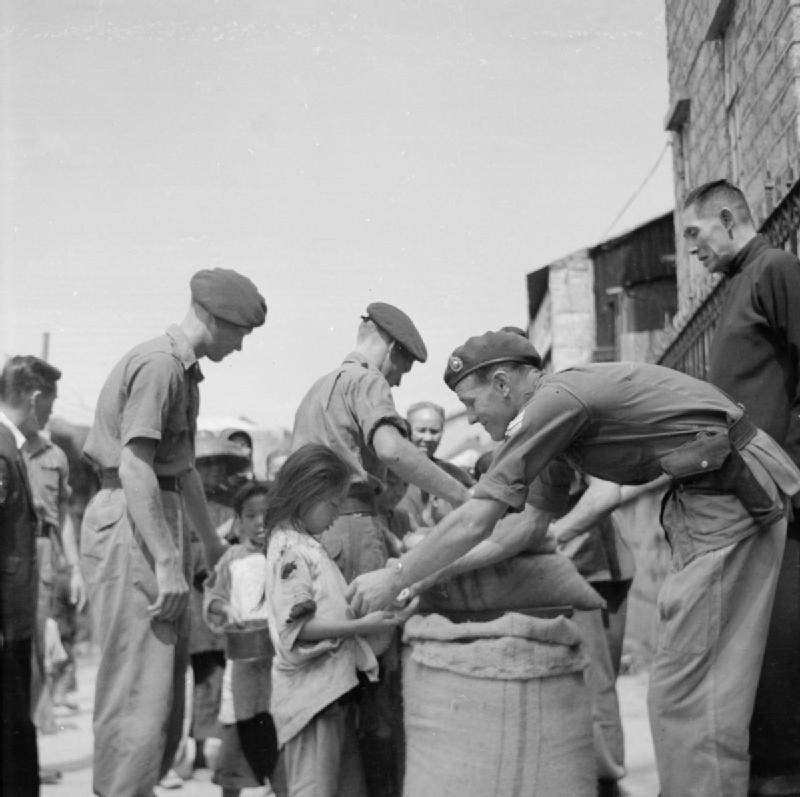
長洲島の住民に対して米を配布する英軍兵士。日本占領後期の香港は深刻な食料不足に見舞われ、香港解放時には市民のほとんどが栄養失調に陥っていた。そのため英軍は香港に食糧を運び込み、食糧不足の状態を緩和する必要があった
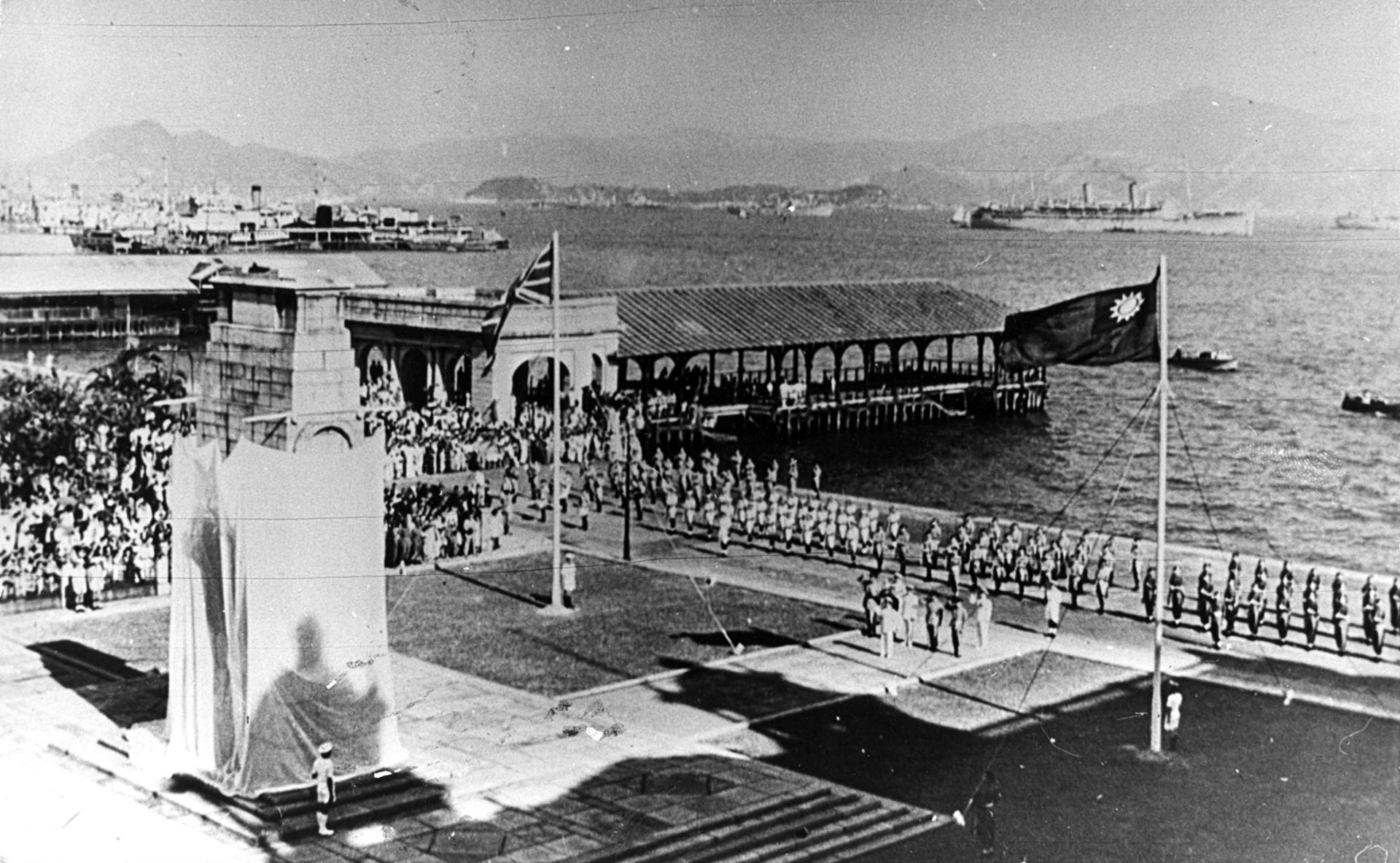
英軍は香港解放後、戦勝パレードを挙行した。当日、和平紀念碑のある広場にはユニオンフラッグと青天白日滿地紅旗が掲げられた